# Idris Shah I di Perak
Il colonnello Idris Murshidul Adzam Shah I Ibni Almarhum Raja Bendahara Alang Iskandar Teja (Kampar, 19 giugno 1849 – Kuala Kangsar, 14 gennaio 1916) è stato sultano di Perak in Malaysia dal 1887 al 1916.

## Biografia

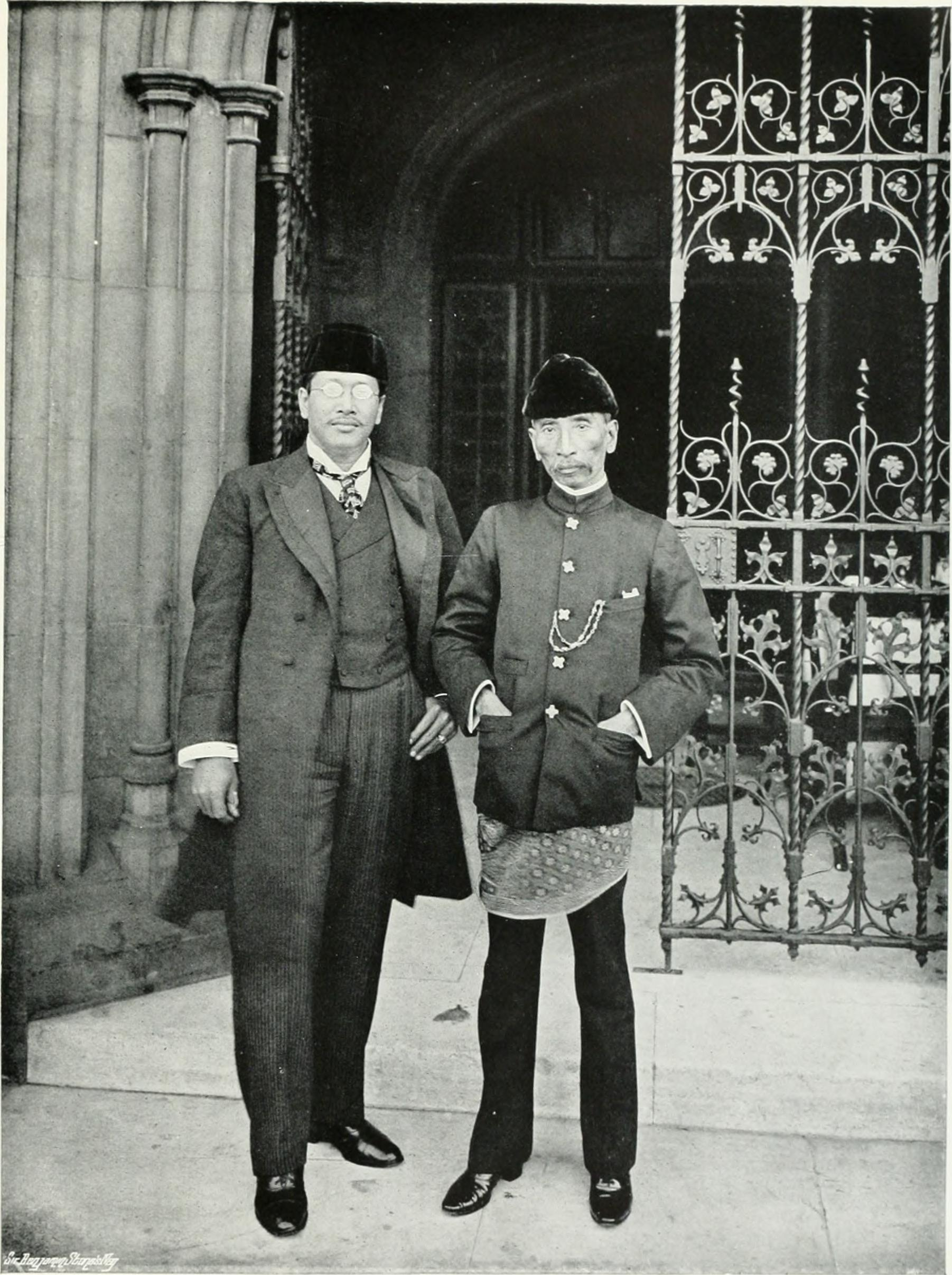
Idris Shah I (a destra), accompagnato da Raja Chulan (a sinistra) nel Palazzo di Westminster di Londra nel 1906.

Raja Idris Shah nacque a Kuala Keboi, presso Kampar, il 19 giugno 1849. Era il figlio di Raja Bendahara Alang Iskandar Ibni al-Marhum Raja Kecil Tengah Ahmad.
Nel 1877 venne nominato tesoriere del sultanato e alla fine dello stesso entrò Consiglio di Stato. Il 7 ottobre 1886 in concomitanza con l'incoronazione del sultano Yusuf Sharifuddin Mudzaffar Shah venne nominato Raja Muda.
Il 29 luglio 1887 succedette al suocero nel ruolo di sultano di Perak.
Durante il suo regno, Perak progredì e vennero fondate diverse città. Ciò derivò soprattutto dai proventi derivati dall'estrazione dello stagno. Sorsero anche diverse piantagioni di gomma. La popolazione del Perak divenne sempre più numerosa e superò le duecentomila persone.
Nel marzo del 1900 inaugurò il Victoria Bridge, un ponte ferroviario monorotaia situato a Karai, nel Perak. Si tratta di uno dei più antichi ponti ferroviari della Malaysia, essendo stato costruito tra il dicembre del 1897 e il marzo 1900 dalle Ferrovie dello Stato del Perak come passaggio sopra il fiume Perak al servizio della locale industria mineraria dello stagno.
Nel 1902 visitò il Regno Unito per presenziare all'incoronazione di Edoardo VII. Arrivò a Londra ai primi di giugno e prolungò la sua permanenza fino all'autunno per essere presente al momento della cerimonia, rimandata in quanto il re fu sottoposto a un intervento chirurgico.
Si sposò sette volte ed ebbe diciannove figli, otto maschi e undici femmine.
Morì presso l'Istana Negara di Kuala Kangsar il 14 gennaio 1916 e gli fu concesso il titolo postumo di Marhum Rahmatullah. Gli succedette il figlio primogenito.